# Ying Chen
 (juin 2019).
Si vous disposez d'ouvrages ou d'articles de référence ou si vous connaissez des sites web de qualité traitant du thème abordé ici, merci de compléter l'article en donnant les références utiles à sa vérifiabilité et en les liant à la section « Notes et références ».
Ying Chen (en chinois : 应晨 ; pinyin : Yìng Chén) est une écrivaine sino-canadienne née à Shanghai en 1961.

## Biographie
Ying Chen grandit à Shanghai où elle poursuit ses études universitaires jusqu'à l'obtention de sa licence-ès-lettres françaises de l'université Fudan. Outre le dialecte de sa région et le mandarin, elle apprend le russe, l'italien, l'anglais et le français. En 1989, elle vient étudier au département de langue française de l'université McGill. Elle réside un temps à Magog et, depuis 2003, réside à Vancouver. Elle est mère de deux enfants.
Pour tromper la nostalgie de sa Chine natale, elle se met à l'écriture jusqu'à y consacrer douze heures par jour. Lorsqu'elle commence ses journées, elle se laisse bercer par la musicalité des textes de Marcel Proust qu'elle lit à haute voix.
Son premier roman La Mémoire de l'eau (1992) relate l'histoire de la Chine contemporaine à travers les yeux de femmes de plusieurs générations. Son second, Lettres chinoises (1993), a pour sujet la correspondance d'un jeune immigrant à sa fiancée restée en Chine, et témoigne du choc des cultures, du déracinement et de l'impossibilité de l'amour.
Sept ans après l'arrivée de Ying Chen au Québec, la parution de L'Ingratitude (1995) est chaleureusement accueillie par la critique et lui vaut le prix Québec-Paris, le Prix des libraires du Québec et le Grand prix des lectrices de Elle Québec. Pour souligner son émergence dans le monde littéraire, le journal La Presse la nomme "Personnalité de la semaine" du 10 mars 1996. Dans ce roman, l'auteur aborde les rapports mère-fille dans ce qu'ils peuvent avoir de plus cruellement destructeurs.
Dans Immobile (1998), qui a la saveur d'un conte de fées, le temps est le sujet du roman qui porte sur la mémoire. Un enfant à ma porte (2008) raconte les déboires d'une mauvaise mère.
Selon Élisabeth Benoît, du journal La Presse : « Cette romancière est une ensorceleuse. »

## Œuvres

### Romans
- 1992 : La Mémoire de l'eau, Montréal, Leméac ; Arles, Actes Sud ; réédition, Arles, Actes Sud, coll. « Babel » no 224, 1996
- 1993 : Les Lettres chinoises, Montréal, Leméac ; réédition, Arles, Actes Sud, coll. « Babel » no 353, 1998
- 1995 : L'Ingratitude, Montréal, Leméac / Arles, Actes Sud ; réédition, Arles, Actes Sud, coll. « Babel » no 386, 1999
- 1998 : Immobile, Montréal, Boréal / Arles, Actes Sud ; réédition, Boréal, coll. « Boréal compact » no 162, 2004
- 2002 : Le Champ dans la mer, Montréal, Boréal / Paris, Seuil
- 2003 : Querelle d'un squelette avec son double, Montréal, Boréal / Paris, Seuil
- 2006 : Le Mangeur, Montréal, Boréal / Paris, Seuil
- 2008 : Un enfant à ma porte, Montréal, Boréal ; réédition, Paris, Seuil, 2009
- 2010 : Espèces, Montréal, Boréal
- 2013 : La rive est loin, Montréal, Boréal
- 2016 : Blessures, Montréal, Boréal
- 2020 : Rayonnements, Montréal, Leméac

### Théâtre
- 2004 : L'Égarement, dans le recueil collectif Mère et Fils, Arles, Actes Sud

### Essais
- 2004 : Quatre mille marches : un rêve chinois, Montréal, Boréal / Paris, Seuil
- 2014 : La Lenteur des montagnes, Montréal, Boréal

## Honneurs
- 1995 - Prix Québec-Paris, L'Ingratitude
- 1996 - Prix des libraires du Québec, L'Ingratitude
- 1996 - Grand prix des lectrices de Elle Québec, L'Ingratitude
- 1999 - Prix Alfred-Desrochers, Immobile
- 2009 - Finaliste au Prix littéraire des collégiens, Un enfant à ma porte[1]